# エジミウソン・フェルナンデス
エジミウソン・フェルナンデス・リベイロ（Edimilson Fernandes Ribeiro, 1996年4月15日 - ）は、スイス・シオン出身のサッカー選手。ブンデスリーガ・マインツ05所属。スイス代表。ポジションはミッドフィールダー。

## 経歴

### クラブ
1996年にカーボベルデからの移民 (カーボベルデ人のディアスポラ) の子としてシオンで生まれる。2007年に地元のFCシオンのユースチームに入団。2013年にトップチームに昇格し、2012-13シーズンの6月2日のFCチューリッヒ戦でプロデビュー。2015年3月の対FCルツェルン戦でプロ初ゴールを記録。2015-16シーズンのUEFAヨーロッパリーグにも出場するなど、スイスサッカー界の有望株として注目された。
2016年8月25日、プレミアリーグのウェストハム・ユナイテッドFCと4年契約を結んだ。 
2018年8月13日、ACFフィオレンティーナへシーズン終了までのレンタル移籍が発表された。
2019年6月3日、ブンデスリーガの1.FSVマインツ05と4年契約を結んだ。
2021年8月31日、アルミニア・ビーレフェルトに買取オプション付きのローン移籍で加入したことが発表。
2022年2月15日、BSCヤングボーイズへの2021-22シーズン終了までのローン移籍が発表された。

### 代表
2016年からU-21のスイス代表に招集され、3月のU-21イングランド代表戦でゴールを記録した。

## その他
- マヌエル・フェルナンデス (元ポルトガル代表) とジェルソン・フェルナンデスは従兄弟にあたる。

## 代表歴

### 出場大会
- スイス代表
  - 2022 FIFAワールドカップ

### 試合数
- 国際Aマッチ 30試合 2得点（2016年-）[9]

| スイス代表 | 国際Aマッチ | 国際Aマッチ |
| 年         | 出場        | 得点        |
| ---------- | ----------- | ----------- |
| 2016       | 1           | 0           |
| 2017       | 2           | 0           |
| 2018       | 5           | 0           |
| 2019       | 6           | 1           |
| 2020       | 5           | 0           |
| 2021       | 3           | 1           |
| 2022       | 3           | 0           |
| 2023       | 5           | 0           |
| 2024       |             |             |
| 通算       | 30          | 2           |

## タイトル
シオン
- スイス・カップ: 2014-15